# Односи Црне Горе и Хрватске
Односи Црне Горе и Хрватске су инострани односи Црне Горе и Републике Хрватске.

## Односи
Република Хрватска званично је признала Црну Гору 12. јуна 2006. Дипломатски односи између  двије државе успостављени су 7. јула 2006.

### Криза у односима због резолуције о Јасеновцу
Црногорски парламент недавно је усвојио резолуцију којом признаје злочине почињене у концентрационом логору Јасеновац током Другог светског рата. Овај потез, који су предводиле про-српске странке, види се као контра-одговор на подршку Црне Горе резолуцији Уједињених нација о геноциду у Сребреници.
Реакција Хрватске на ову резолуцију била је веома негативна. Хрватски министар спољних послова Гордан Грлић Радман критиковао је резолуцију као политизацију историјских догађаја и оптужио Црну Гору за манипулацију сећањем на жртве Јасеновца у сврху унутрашње политике. Изразио је забринутост да би овај потез могао да нашкоди приступању Црне Горе Европској унији и билатералним односима између две земље.
Хрватска је формално протестовала слањем дипломатске ноте Црној Гори, позивајући је да се уздржи од потеза који би могли угрозити њен пут ка ЕУ и билатералне односе.

### Дипломатски представници

#### У Загребу
- Игор Грађевић, амбасадор, 2012. -
- Горан Ракочевић, амбасадор, 2009. - 2011.
- Бранко Луковац, амбасадор, 2007. - 2009.

Амбасада Црне Горе у Загребу почела је са радом 10. маја 2007. године.

#### У Подгорици
- Ивана Перић, амбасадор, 2012. -
- Петар Турчиновић, амбасадор, 2007. -[1]